# 啟翔苑
啟翔苑（英語：Kai Cheung Court）是香港房屋委員會的白表居者有其屋計劃屋苑之一，屬於鑽石山綜合發展區居屋第三期，房屋署項目編號為KL80，位於香港九龍大磡東部，坐向新蒲崗商貿區，鄰近港鐵鑽石山站。屋苑由房屋署總建築師（五）統一負責總體設計，並由劉榮廣伍振民建築師事務所負責詳細設計。

## 屋苑資料

### 樓宇
屋苑共設兩座分別高39層（啟怡閣）及35層（啟悅閣）樓宇（包括地下），提供940個（原先為920個）單位。所有樓宇於2019年7月8日正式命名。房委會當初預計2022年9月竣工，關鍵日期為2023年5月底。
按照2020年6月所得到的相關資料，啟翔苑將於「居屋2020」發售，並於同年12月15日進行攪珠，翌年5月31日開始選購程序，售價由217.8萬元至488.8萬元。
所有樓宇均已於2023年5月31日獲發入伙紙，同年7月起開始安排入伙。 
| 樓宇名稱（座號） | 樓宇類型               | 落成年份 | 樓宇層數 （住宅層數） | 每層單位                         | 每座單位總數（個） | 建築師                                         | 承建商                            | 提供升降機的廠商 | 期數 |
| ---------------- | ---------------------- | -------- | --------------------- | -------------------------------- | ------------------ | ---------------------------------------------- | --------------------------------- | ---------------- | ---- |
| 啟怡閣（A座）    | 非標準設計大廈 （Y型） | 2023年   | 39 （1-38樓）         | 15（1-18樓、20-38樓） 14（19樓） | 569                | 房屋署總建築師（5）、 劉榮廣伍振民建築師事務所 | 有利建築 （地基承建商為建榮地基） | 通力             | 3    |
| 啟悅閣（B座）    | 非標準設計大廈 （Y型） | 2023年   | 35 （1-34樓）         | 11（3-34樓） 10（2樓） 9（1樓）  | 371                | 房屋署總建築師（5）、 劉榮廣伍振民建築師事務所 | 有利建築 （地基承建商為建榮地基） | 通力             | 3    |

### 設施
屋苑地庫設有停車場，並有行人隧道接駁港鐵鑽石山站及新蒲崗一帶（預計2025年落成）。地面則設有兒童遊樂場及園景設施。旁邊啟鑽苑亦設有十多萬平方呎的商場、荷里活廣場及采頤花園商場。亦鄰近志蓮淨苑。

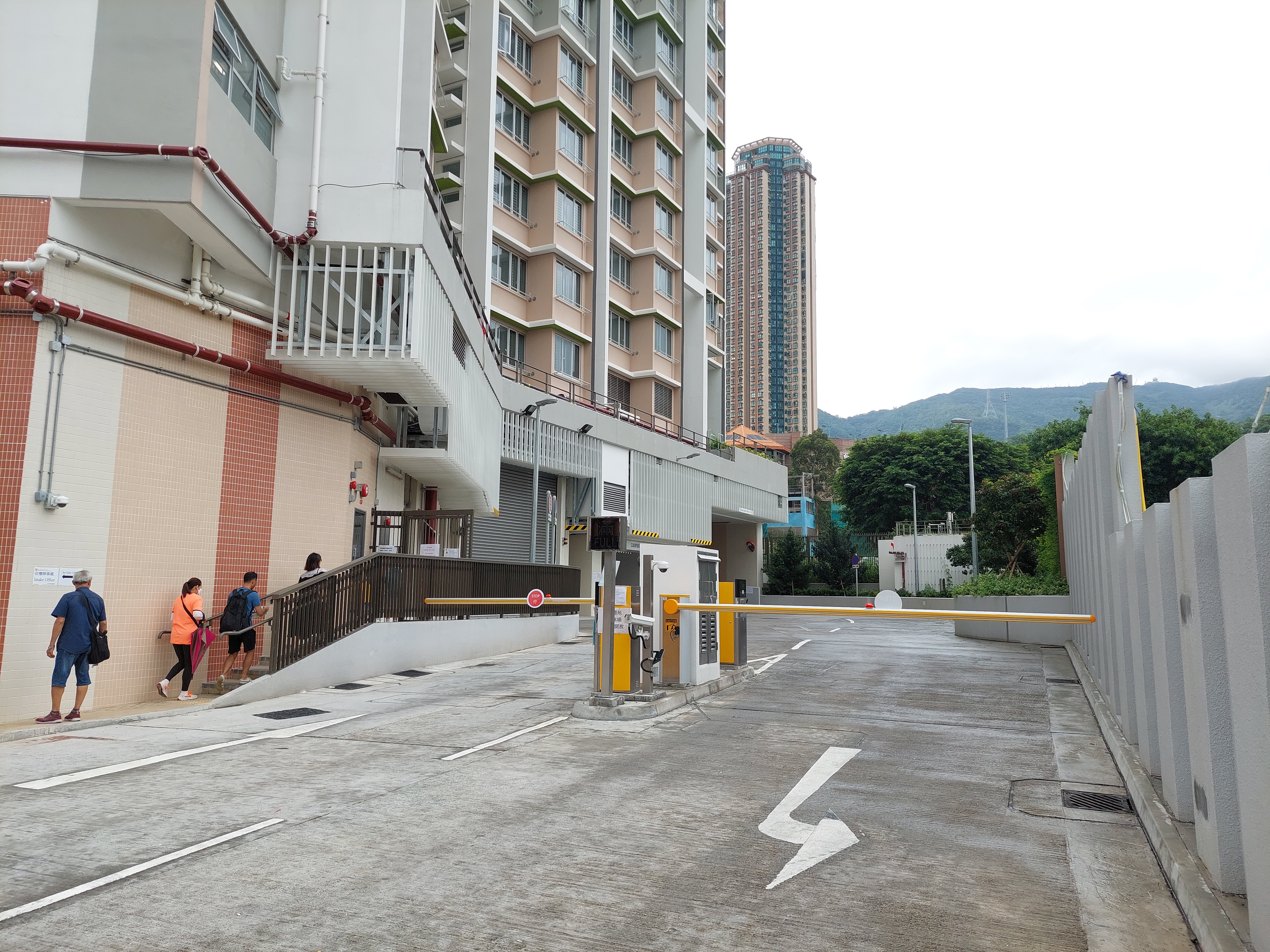
屋苑出入口
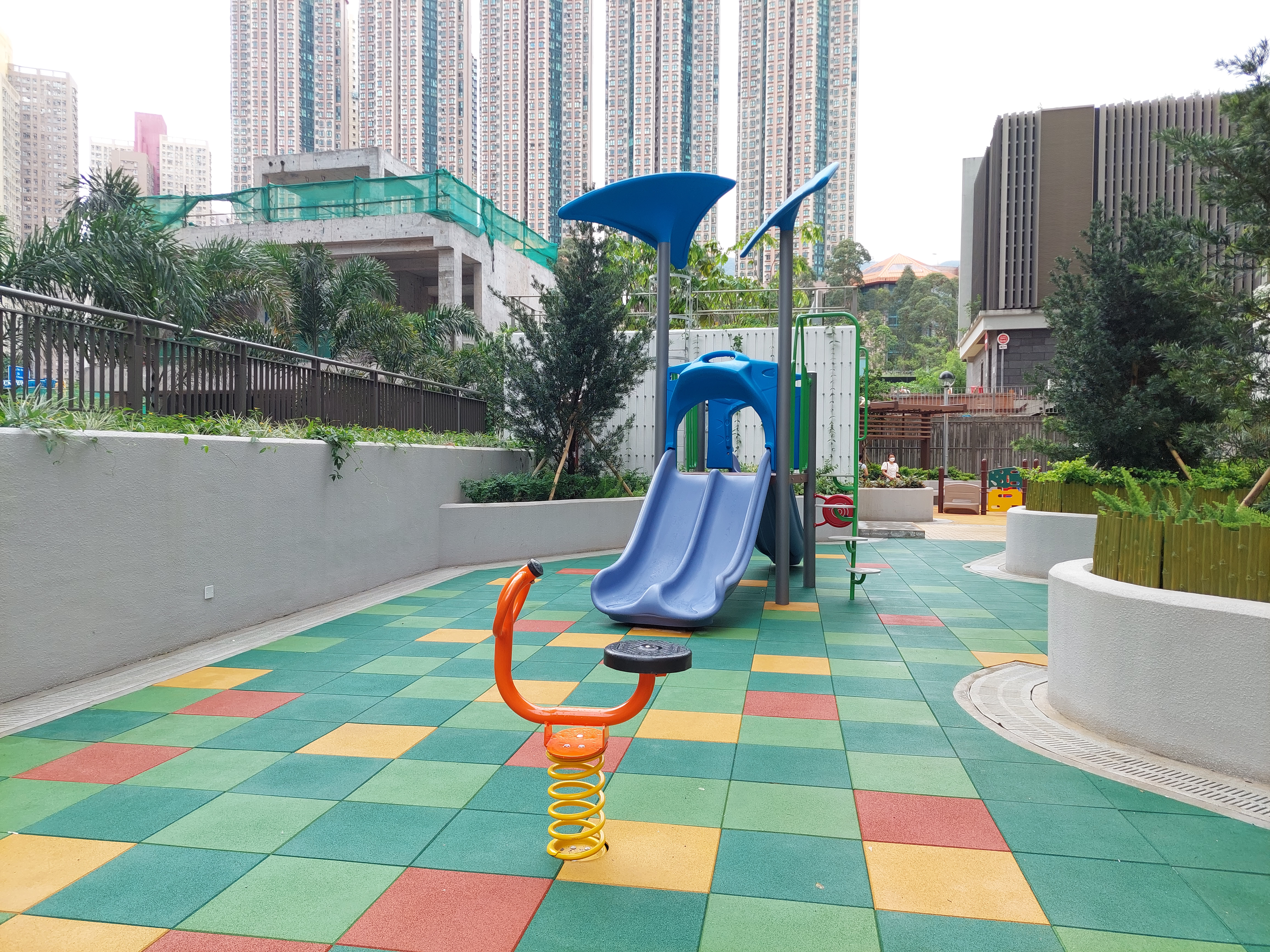
彈簧椅及滑梯
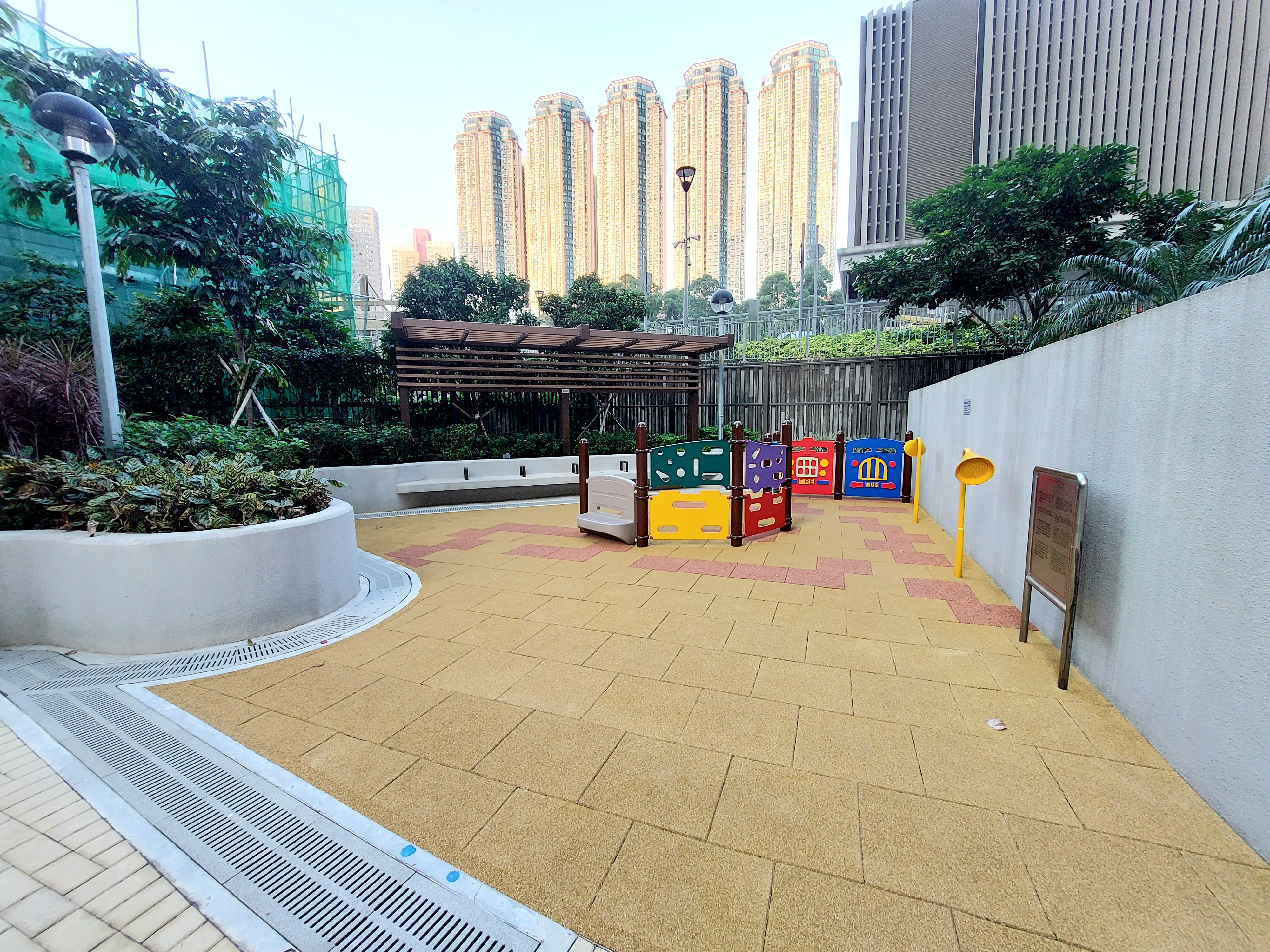
傳聲筒
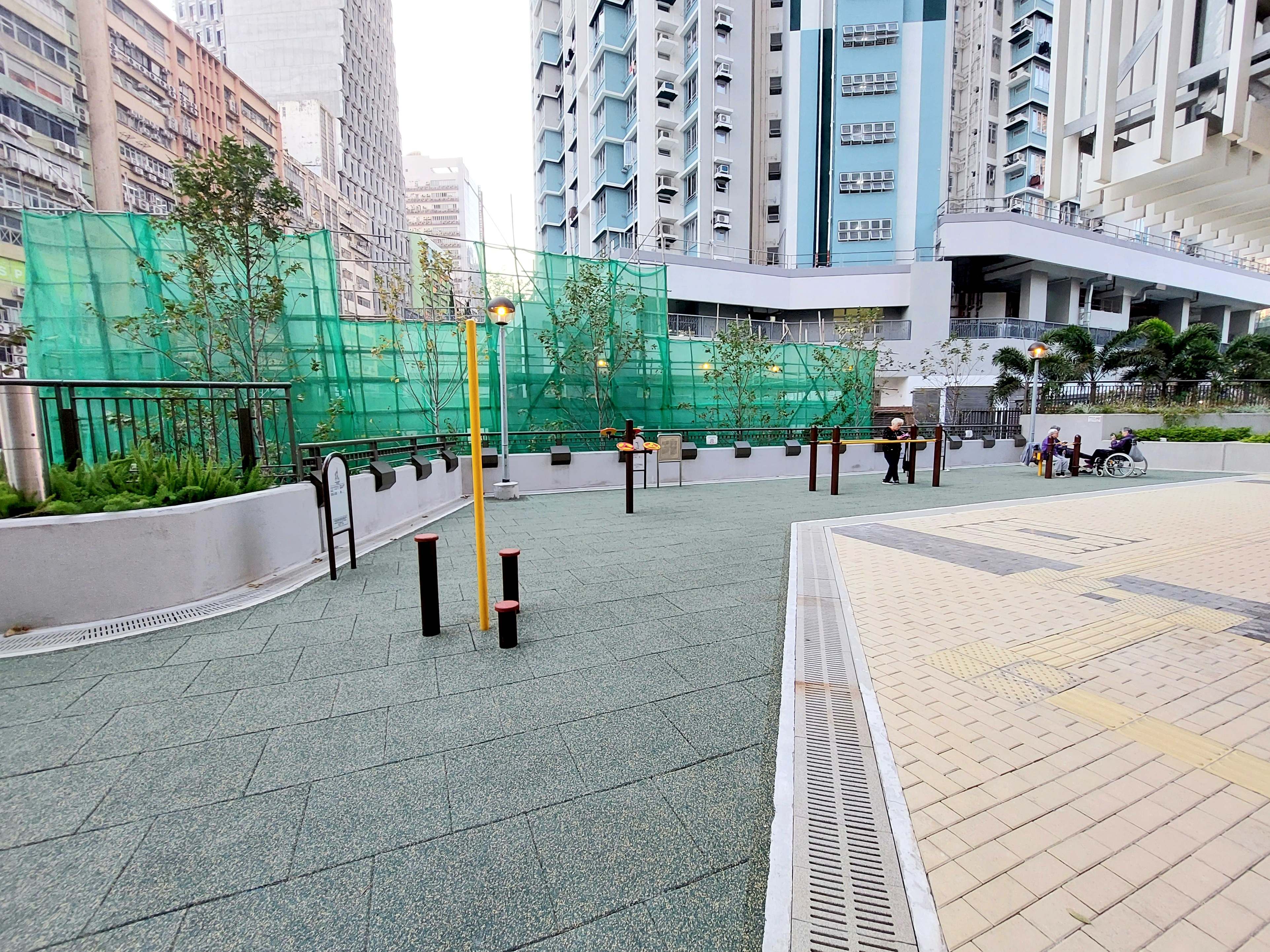
健身區
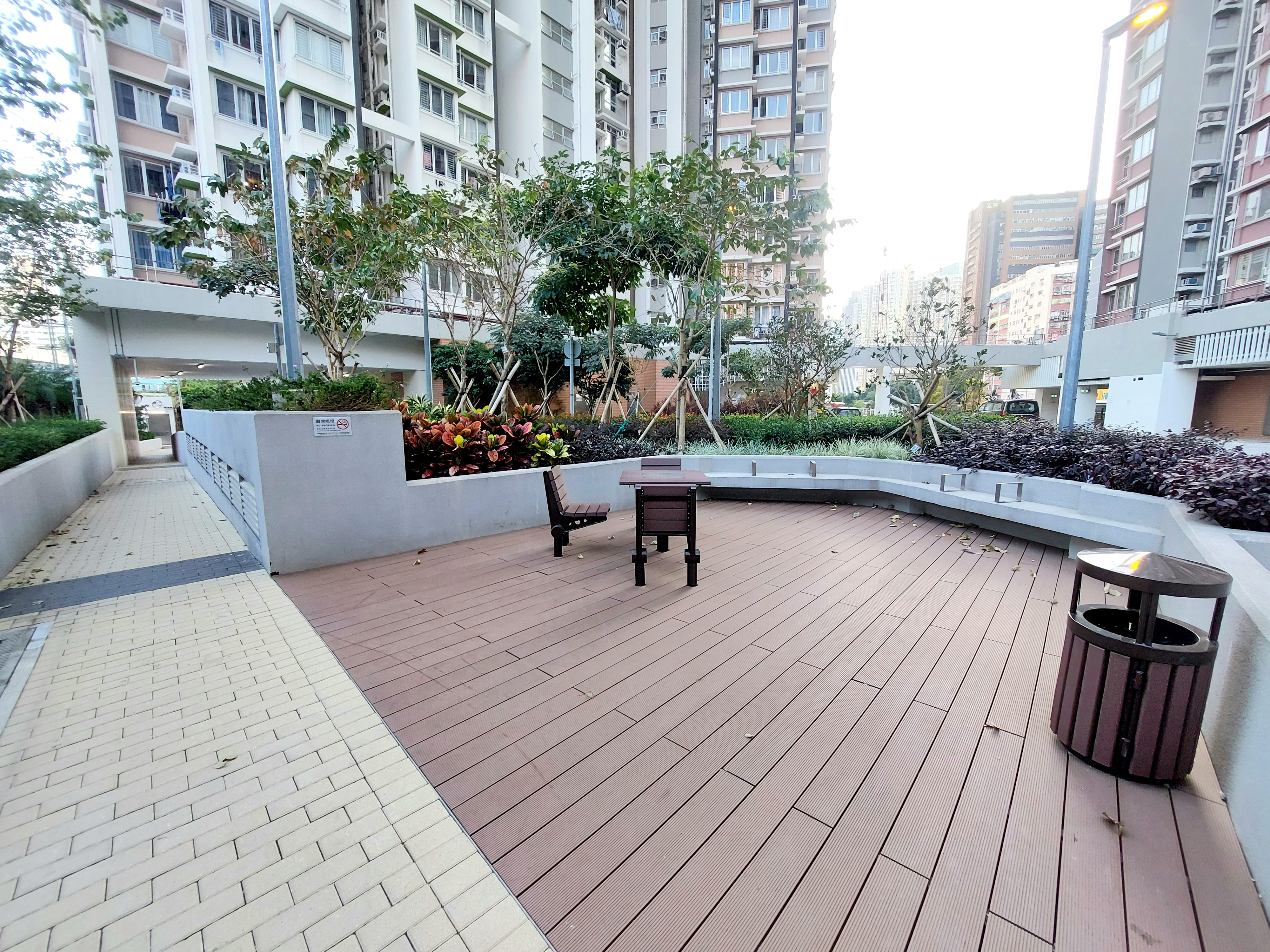
棋枱
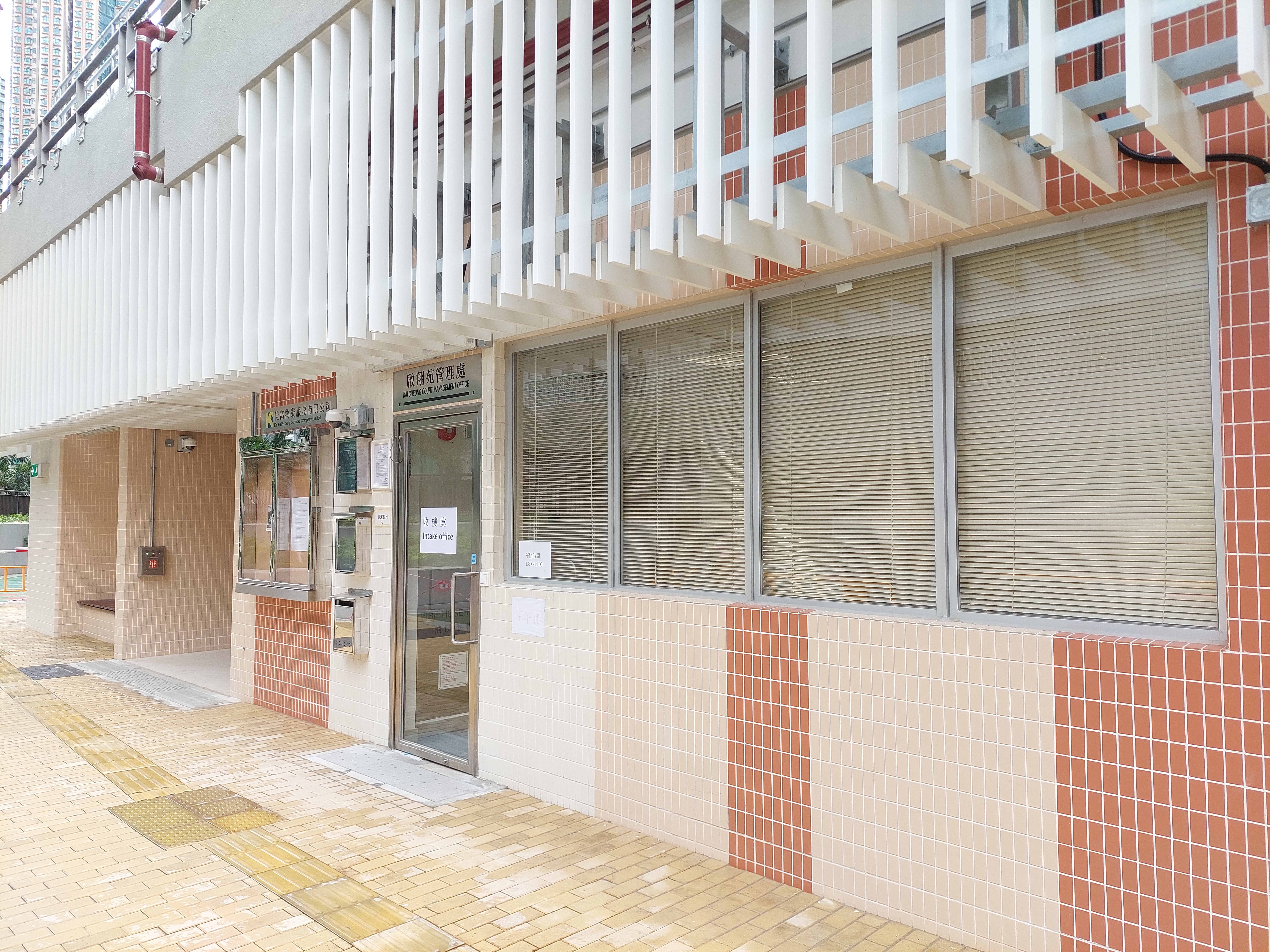
管理處
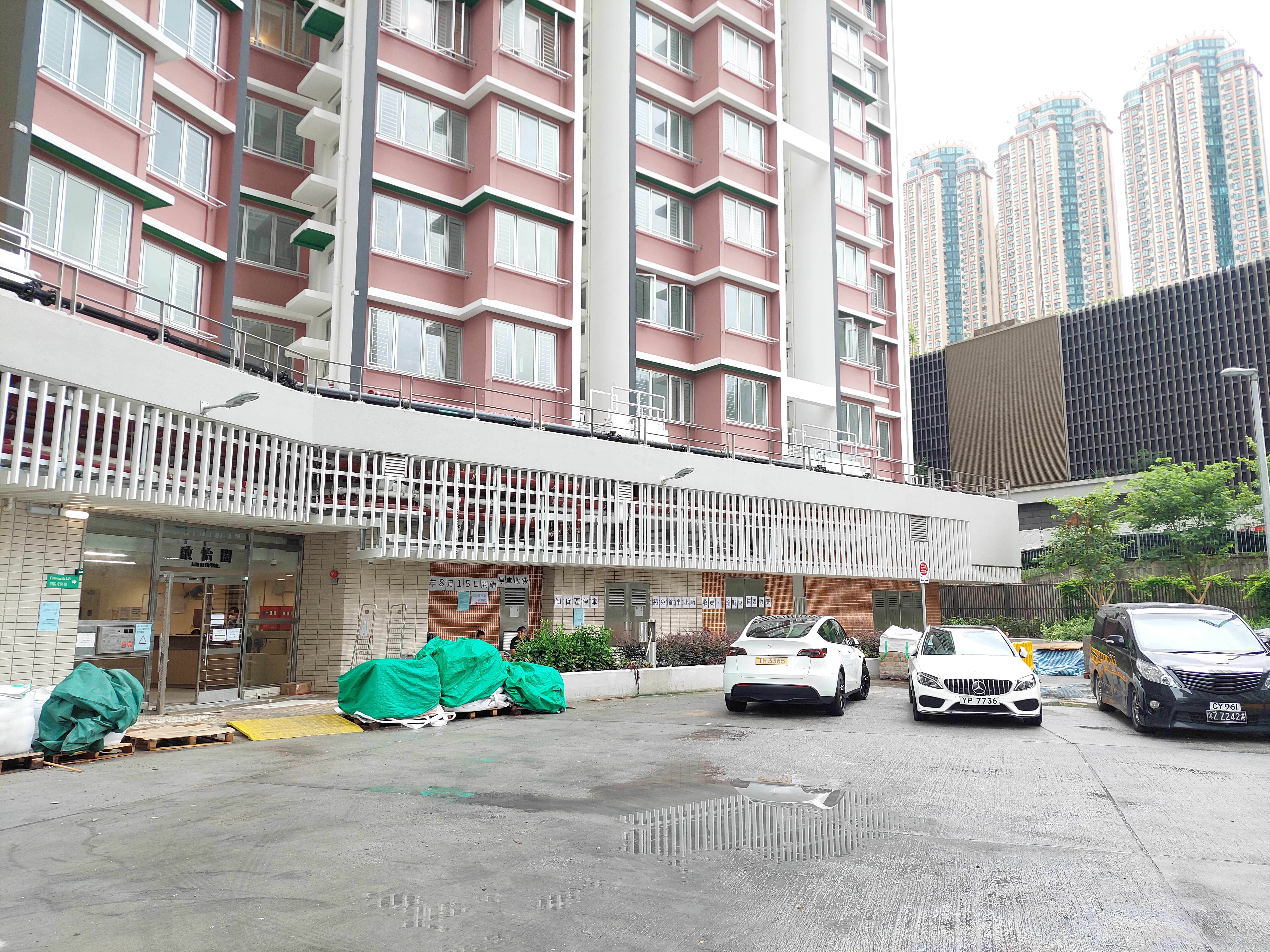
上落貨位
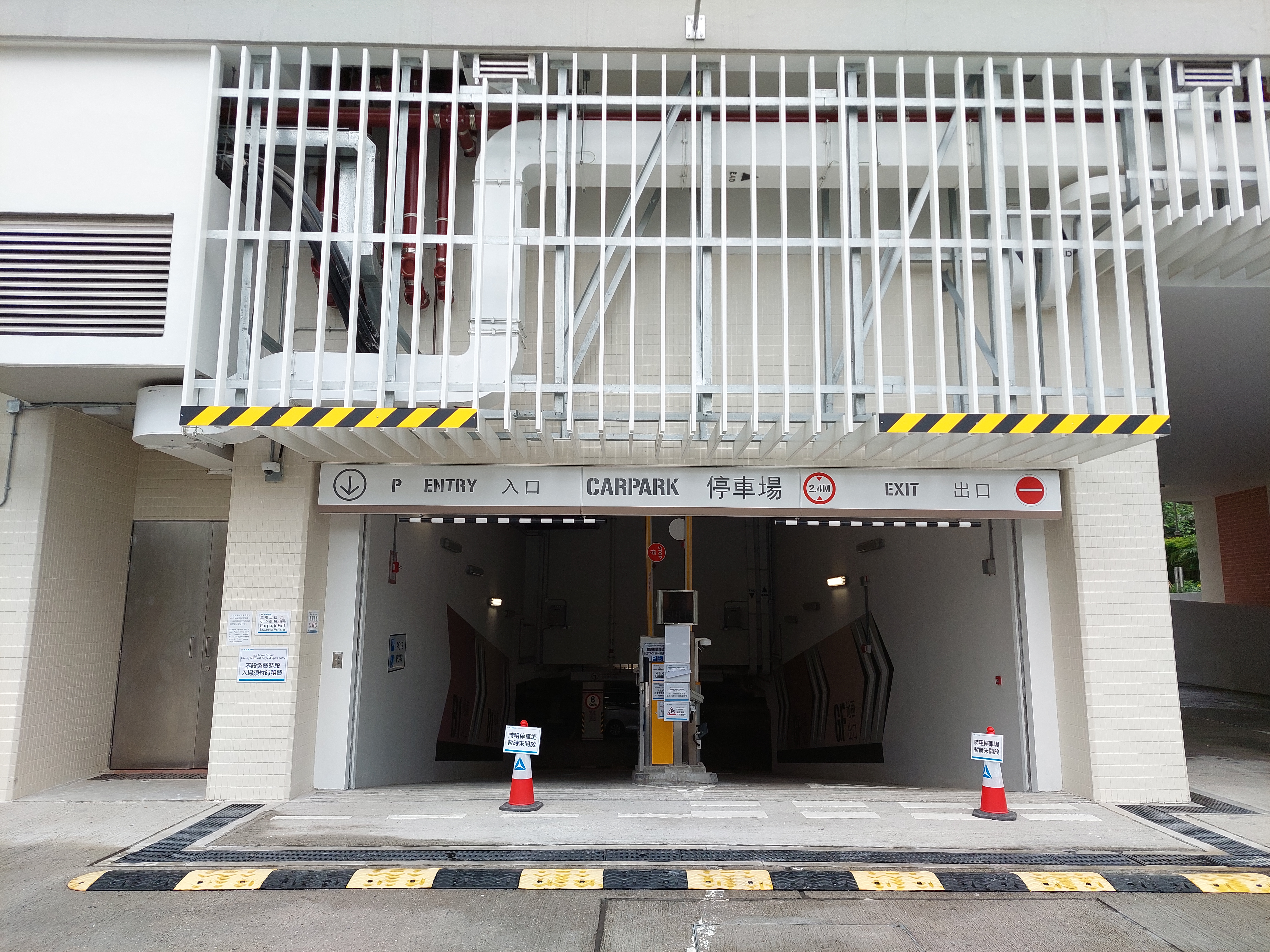
地庫停車場出入口

## 興建期間圖片集

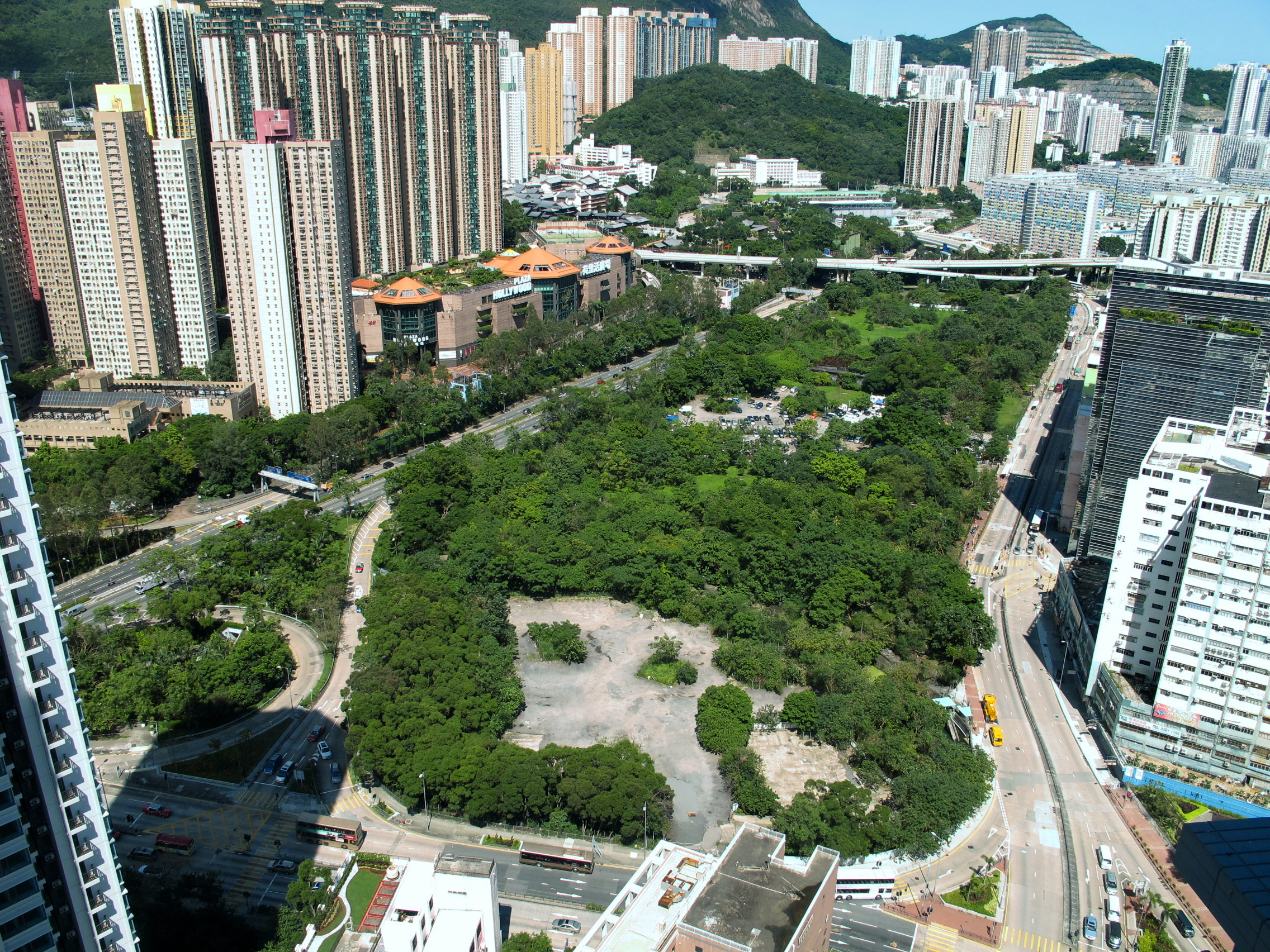
動工前的大磡村舊址（2012年7月）
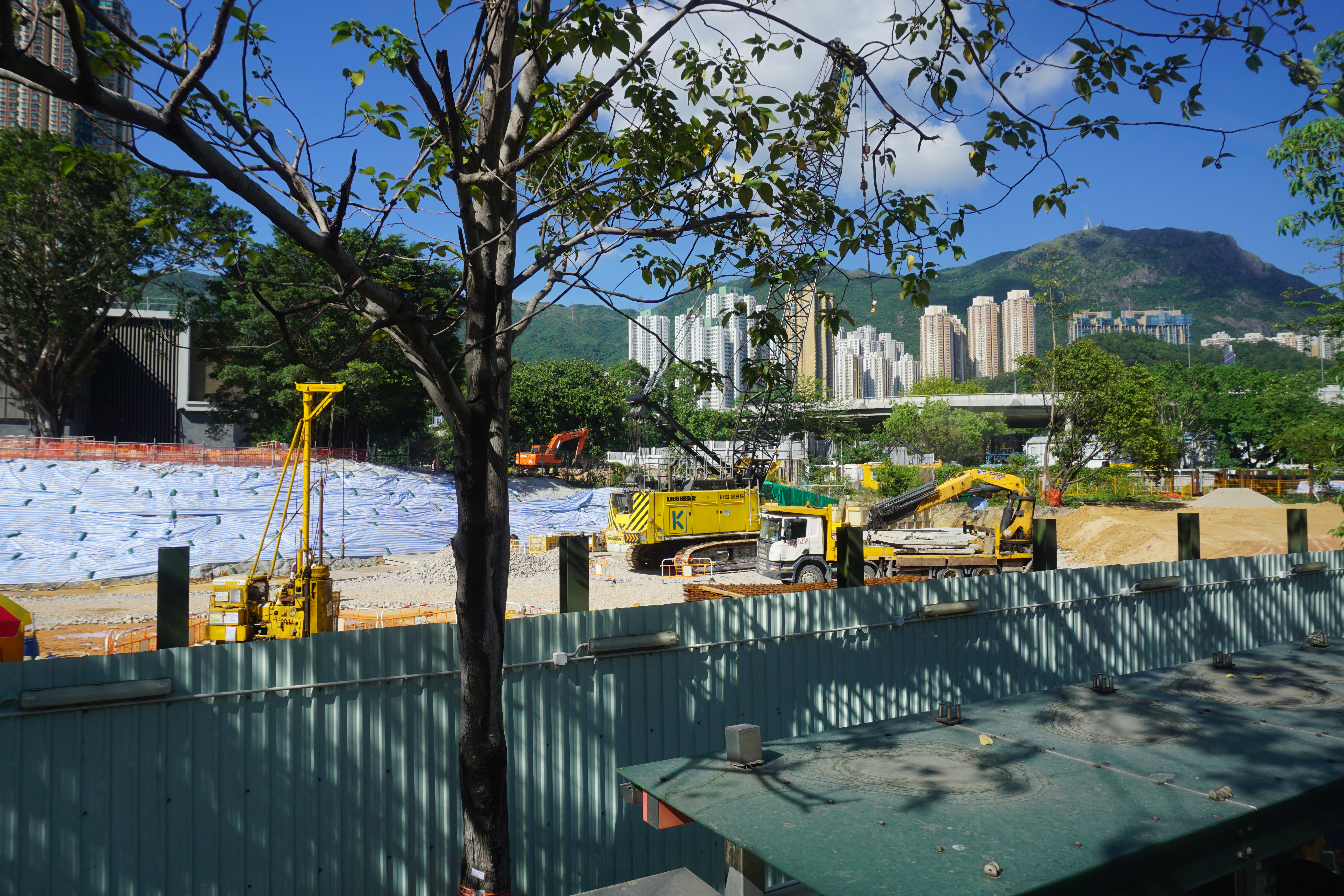
東面探土工程（2018年5月）
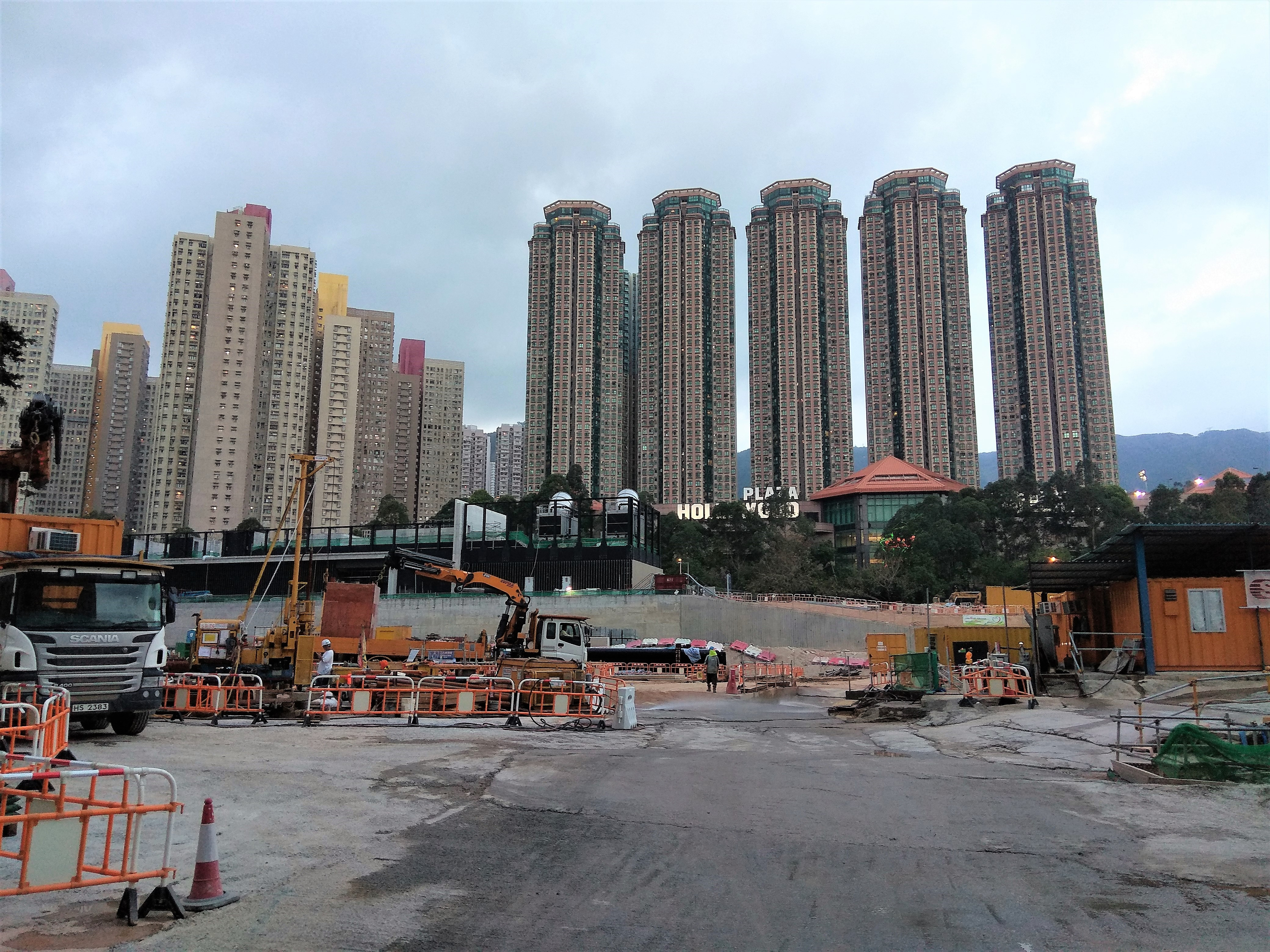
西面探土工程（2018年6月）
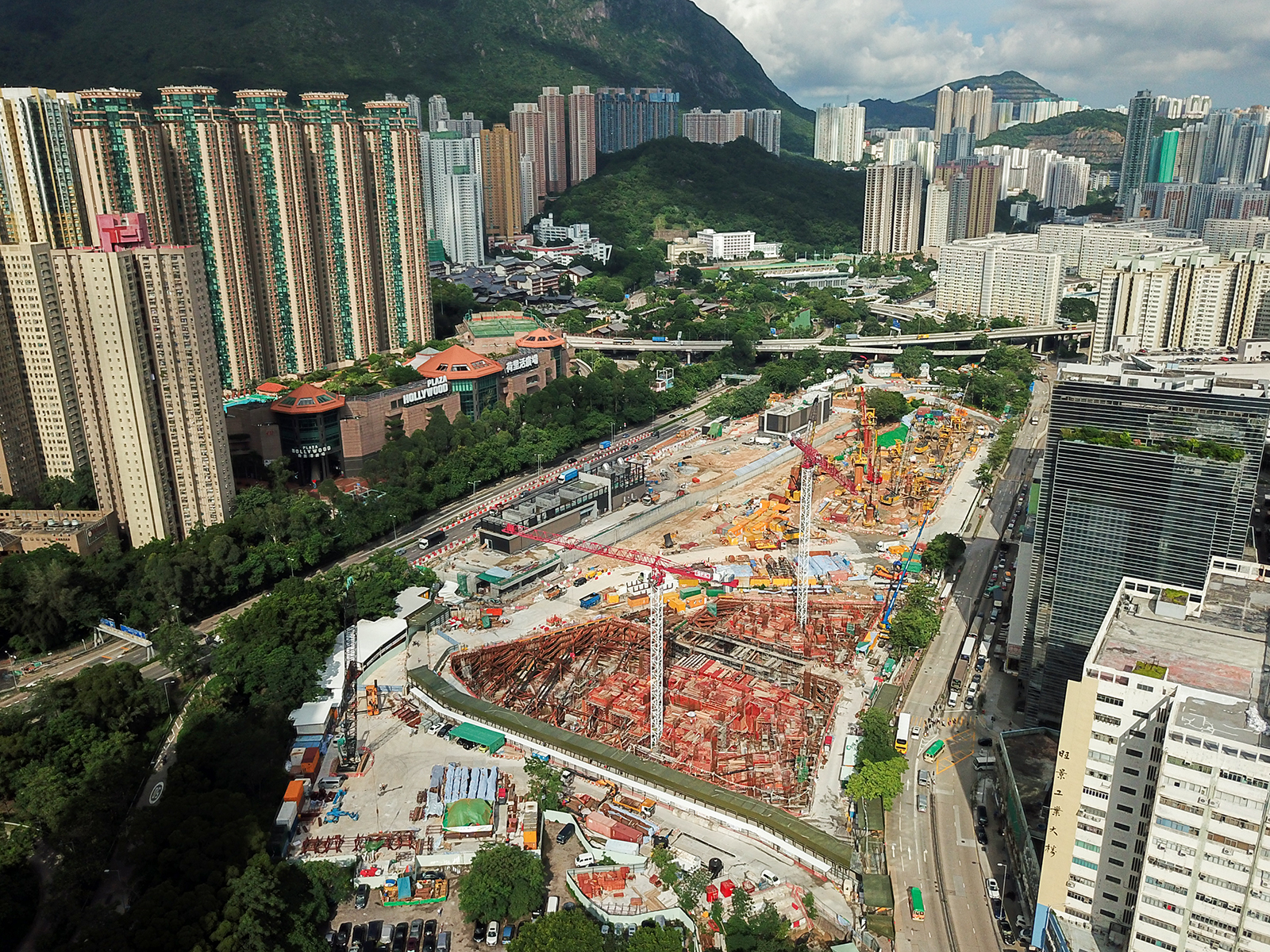
啟鑽苑工地（遠處地盤為啟翔苑工地），2018年7月
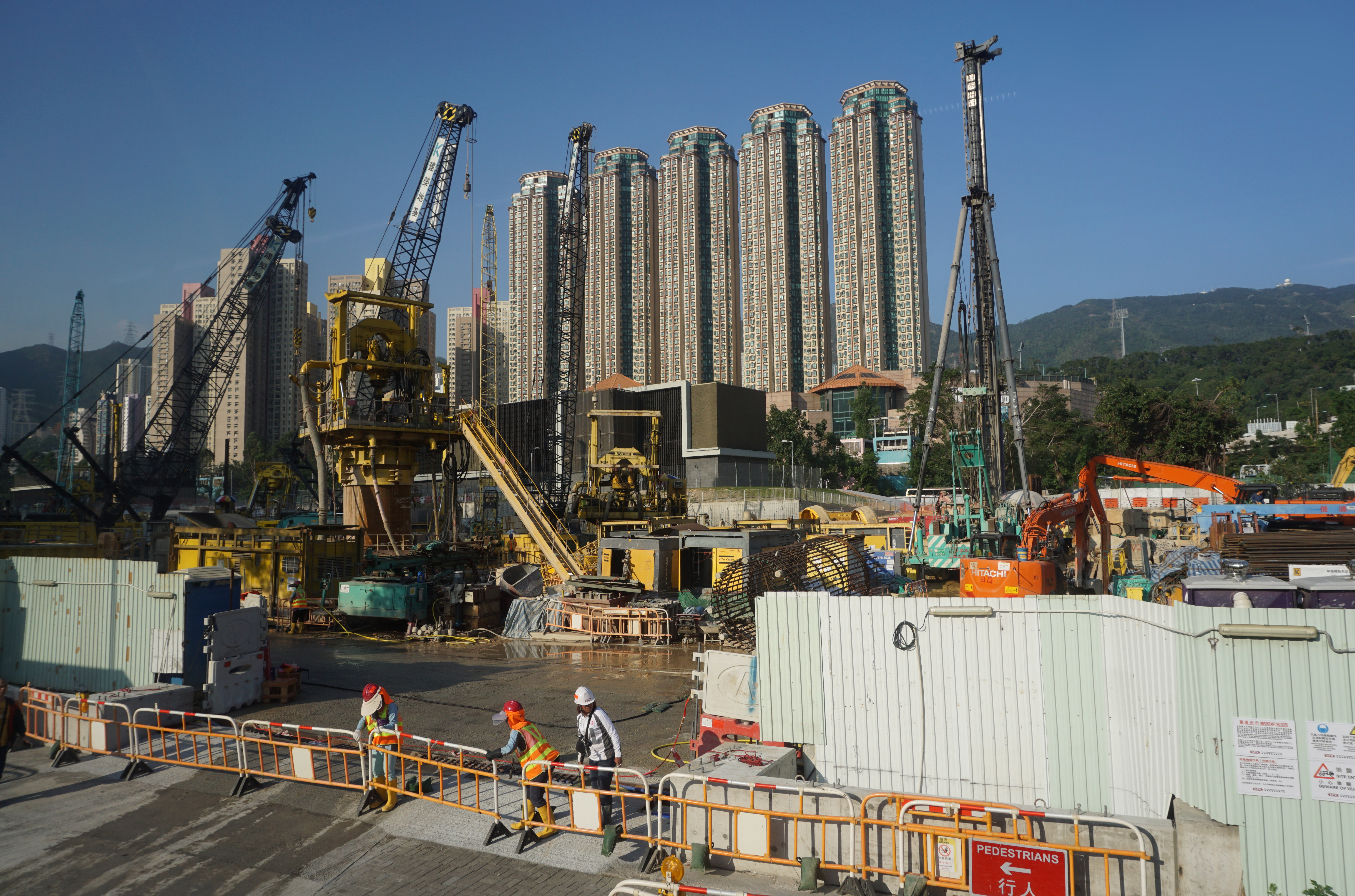
地基工程（2018年12月）
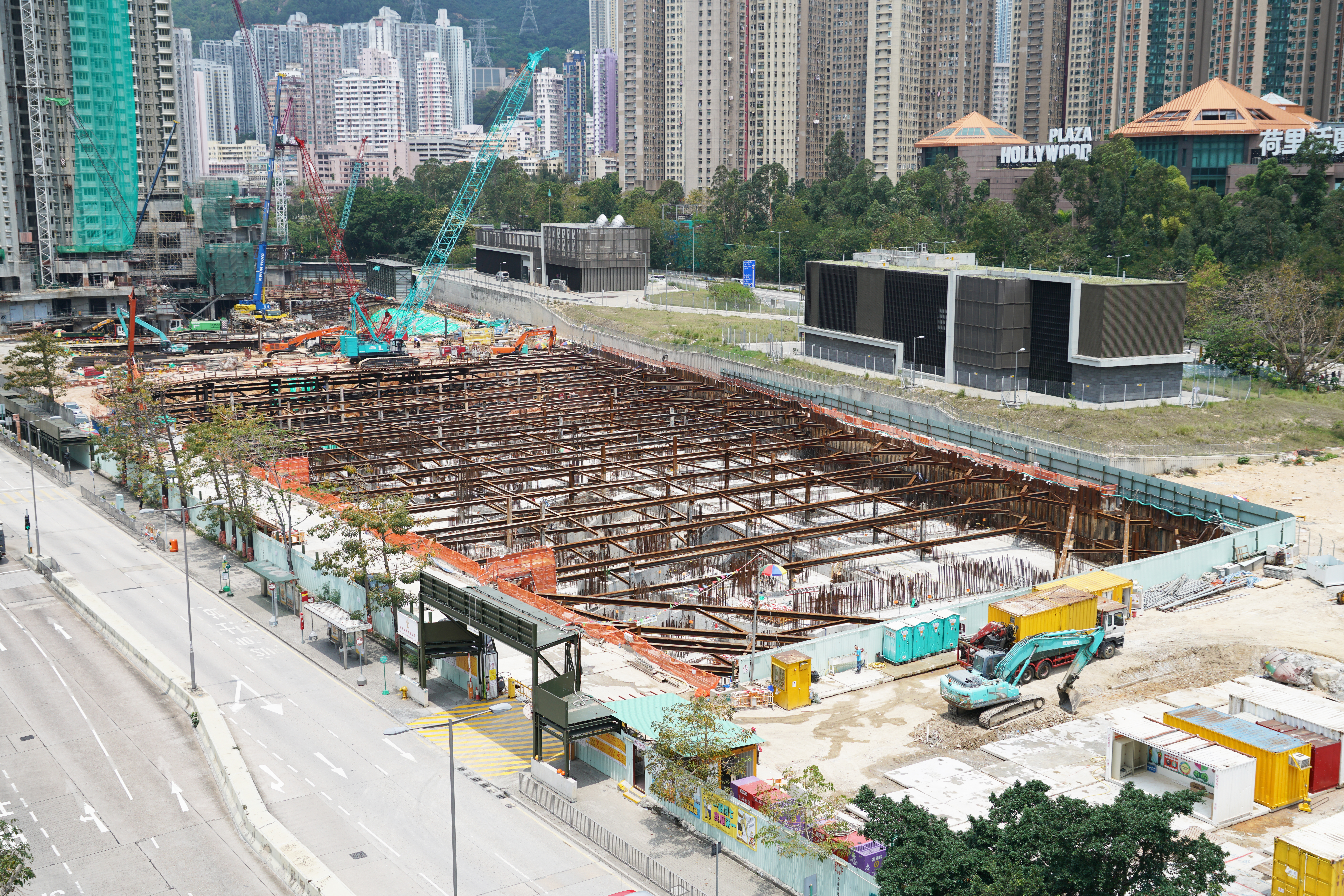
正進行地庫工程的啟翔苑及啟鑽苑第二期地盤（2020年4月）
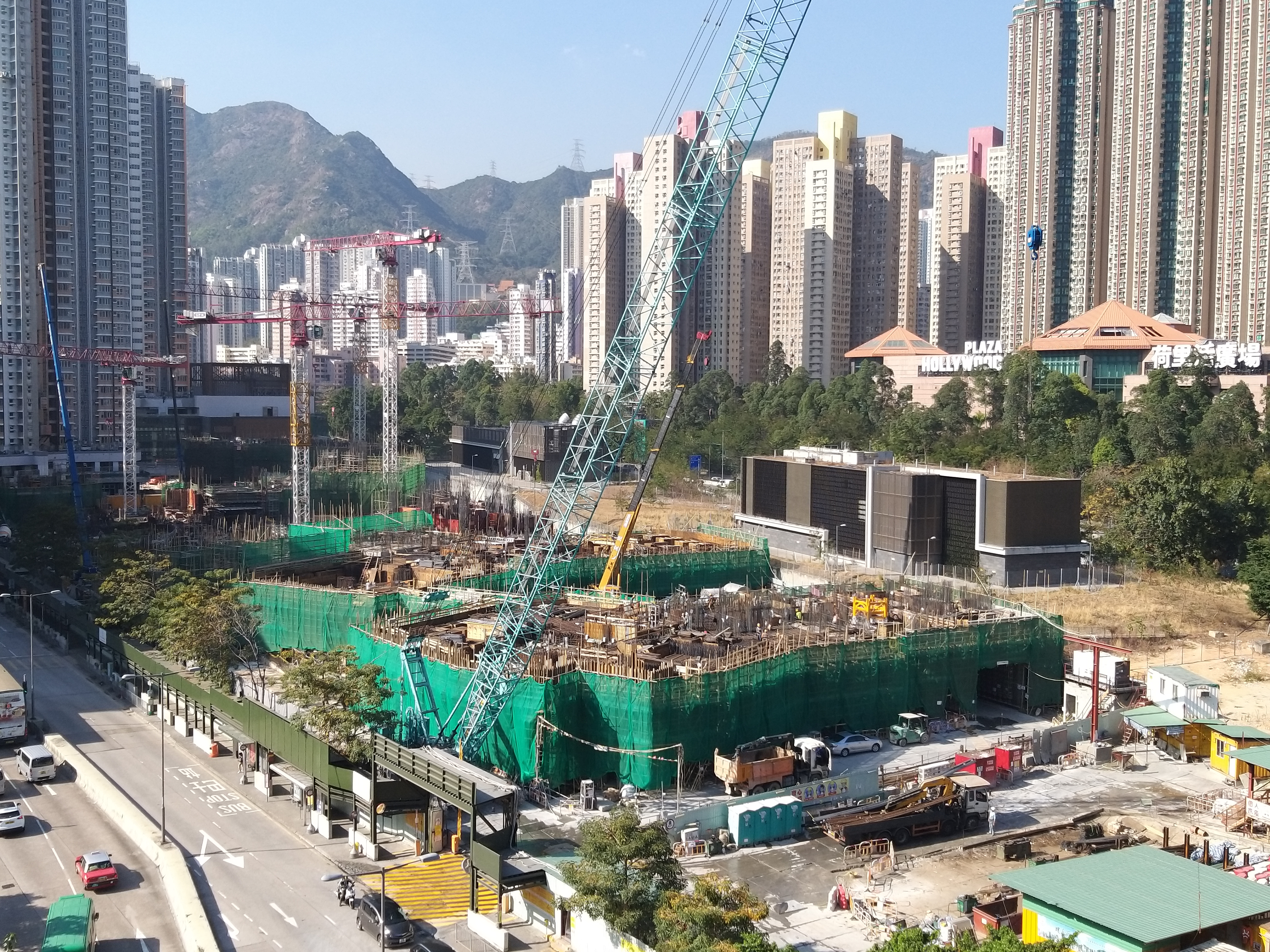
正在興建首層（2021年2月）
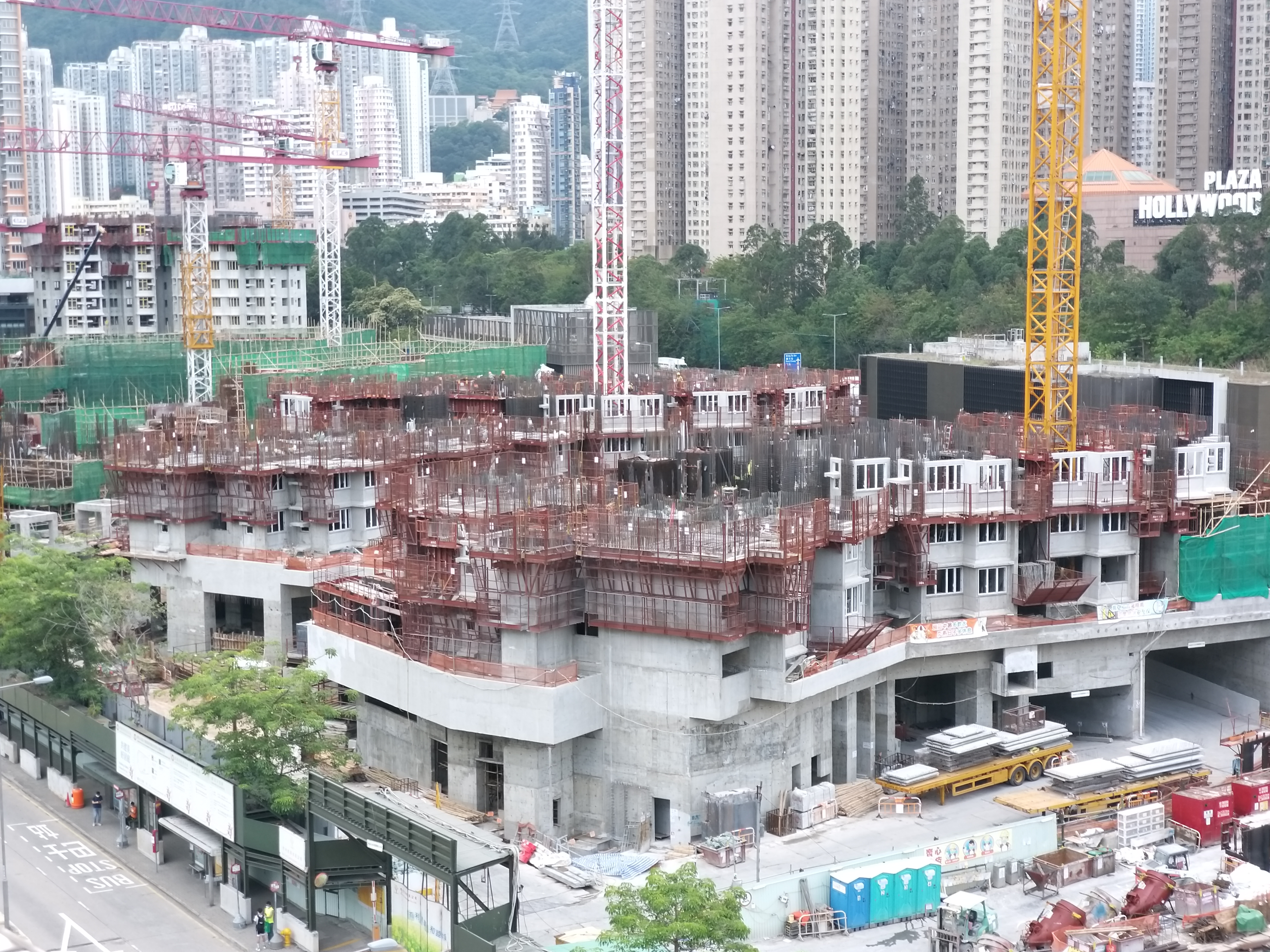
已建3-4層（2021年5月）
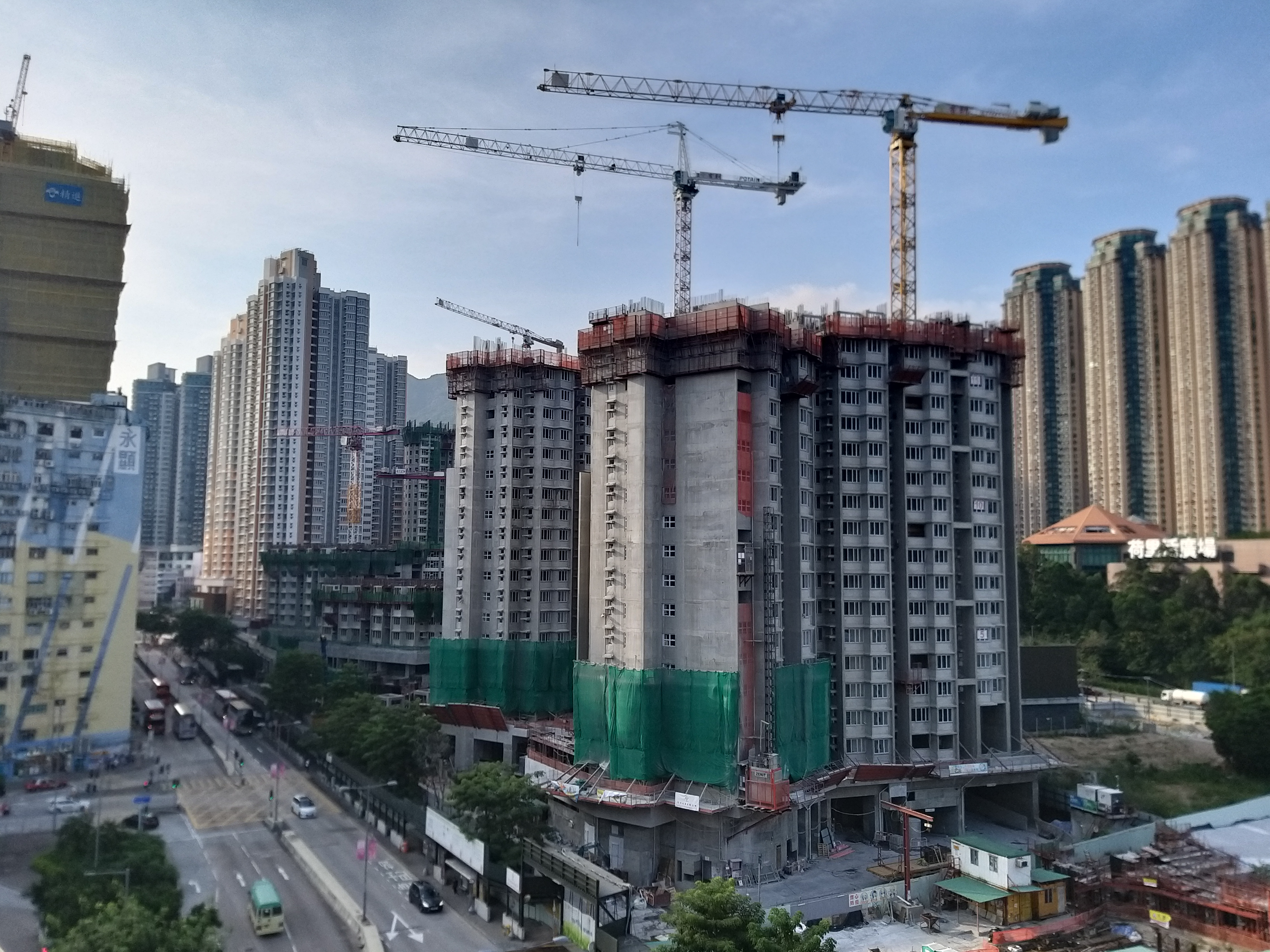
2021年9月
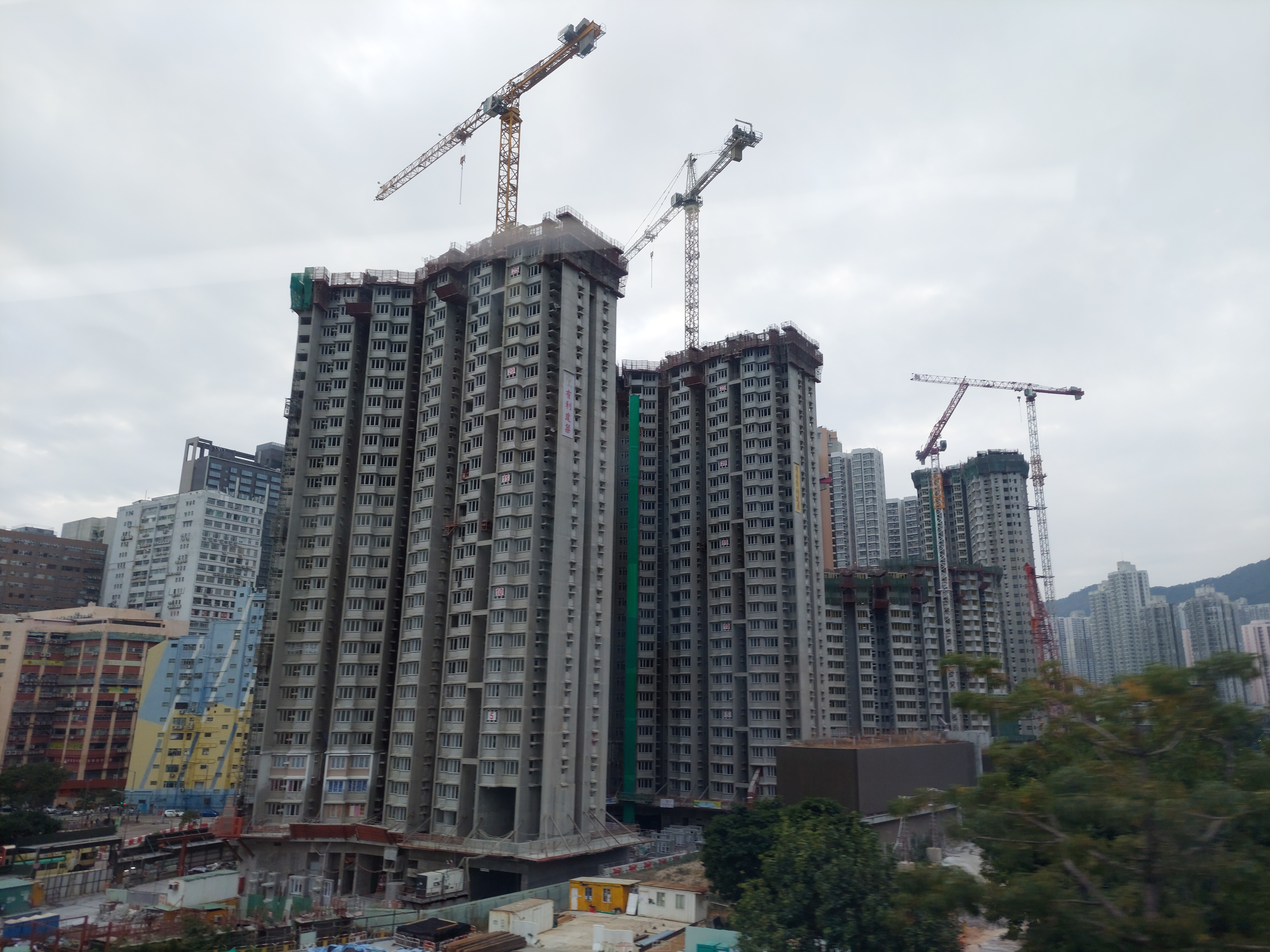
2021年12月
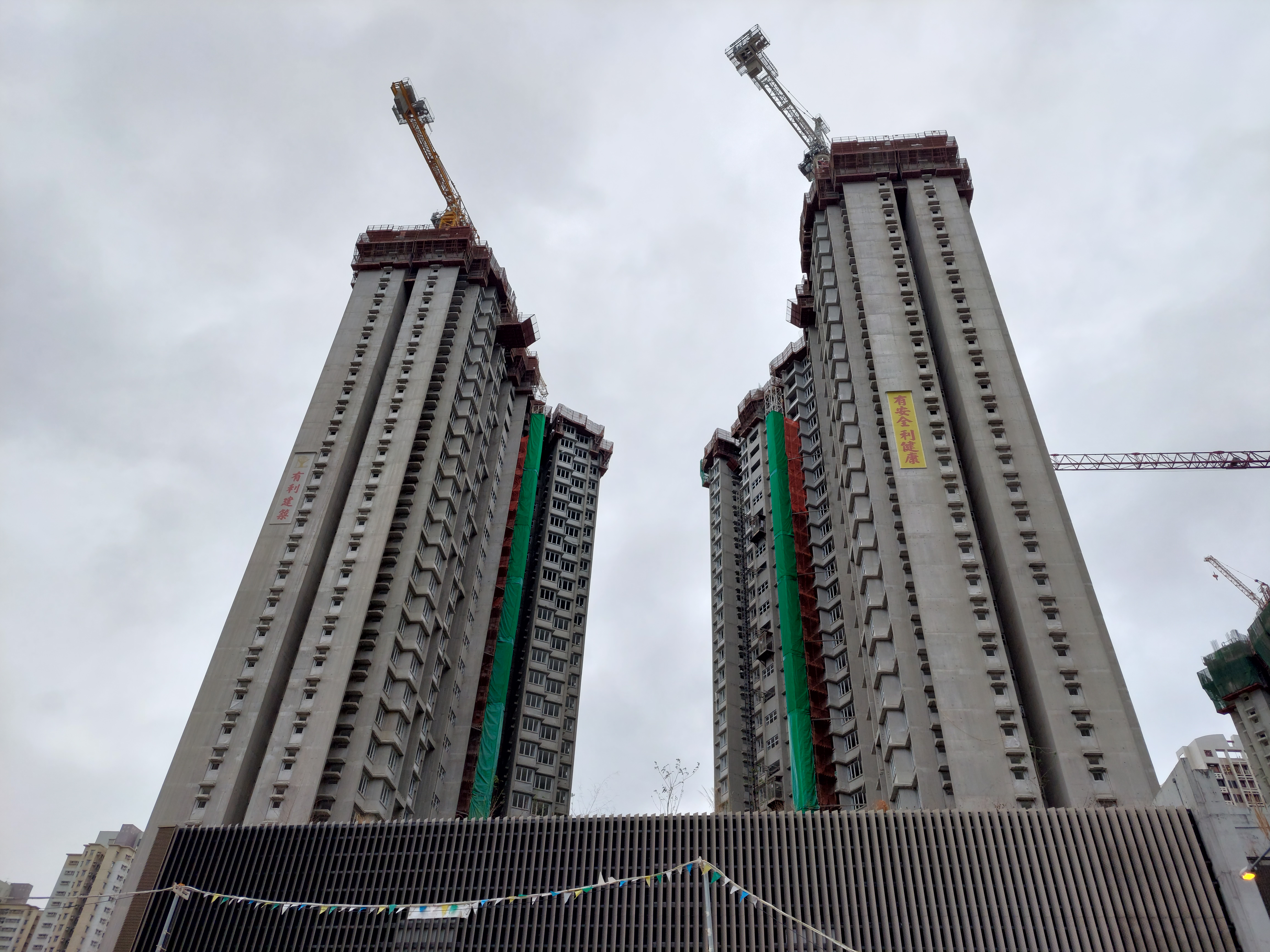
2022年2月
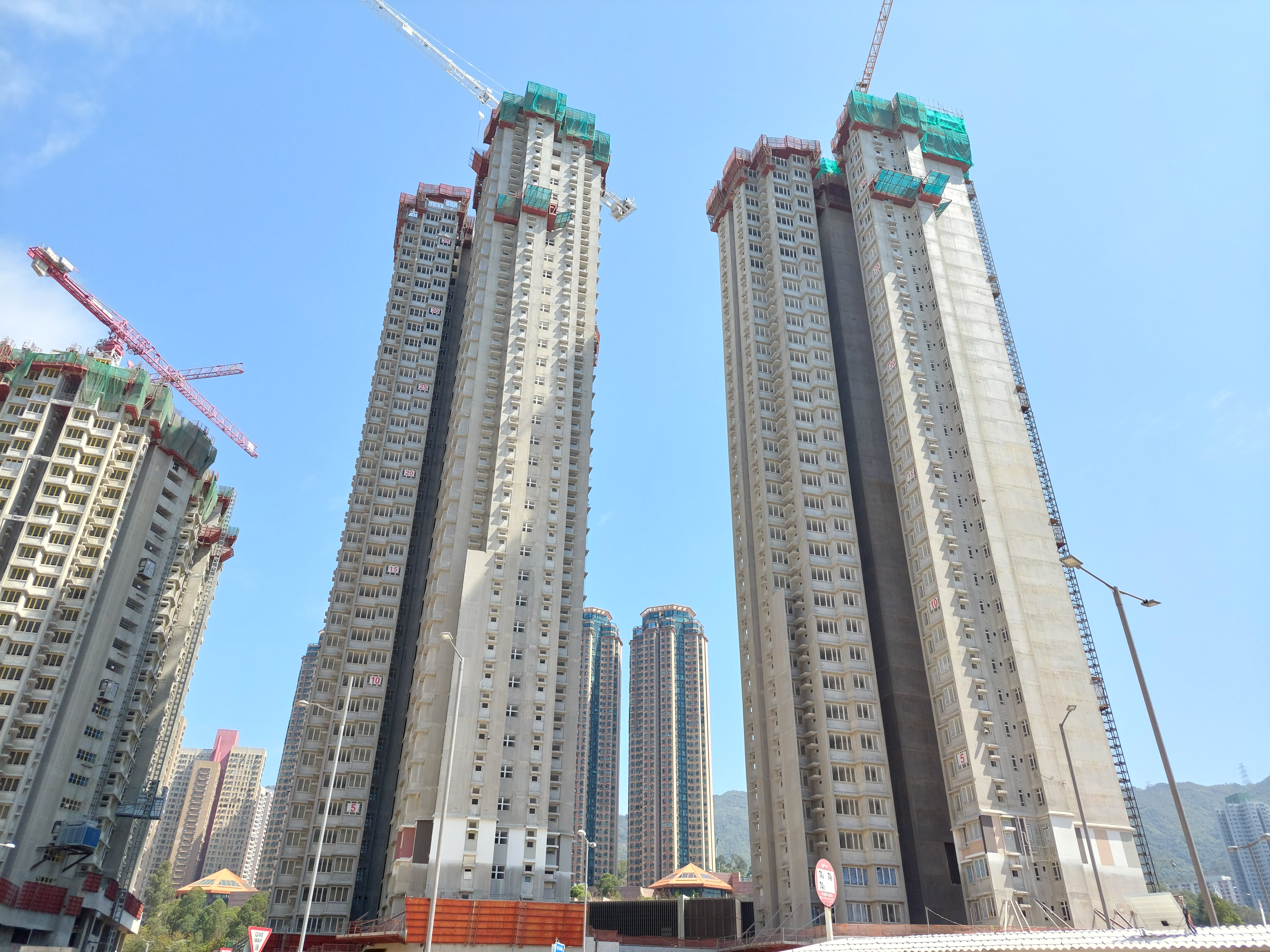
即將封頂，2022年4月
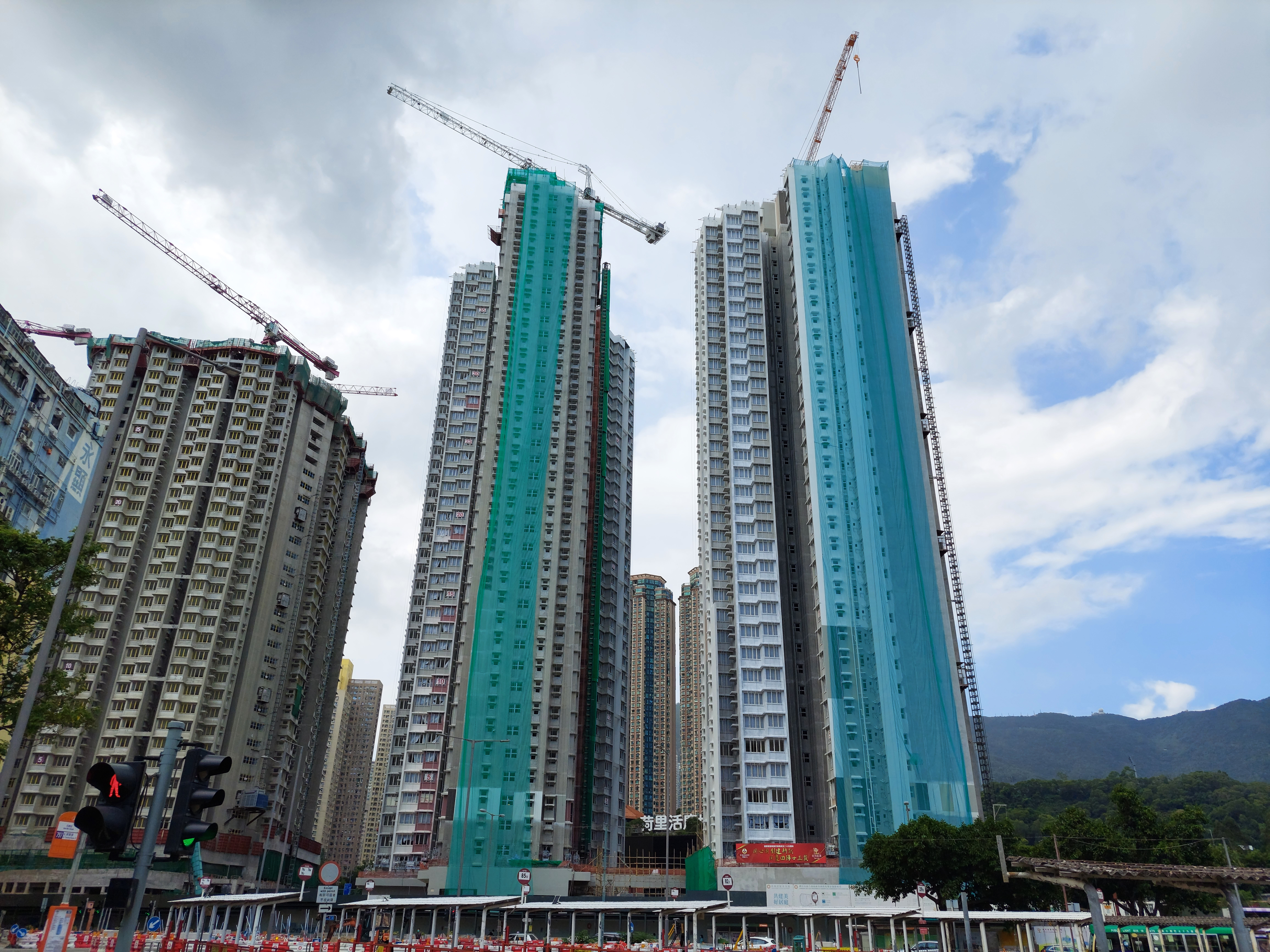
已封頂，2022年8月
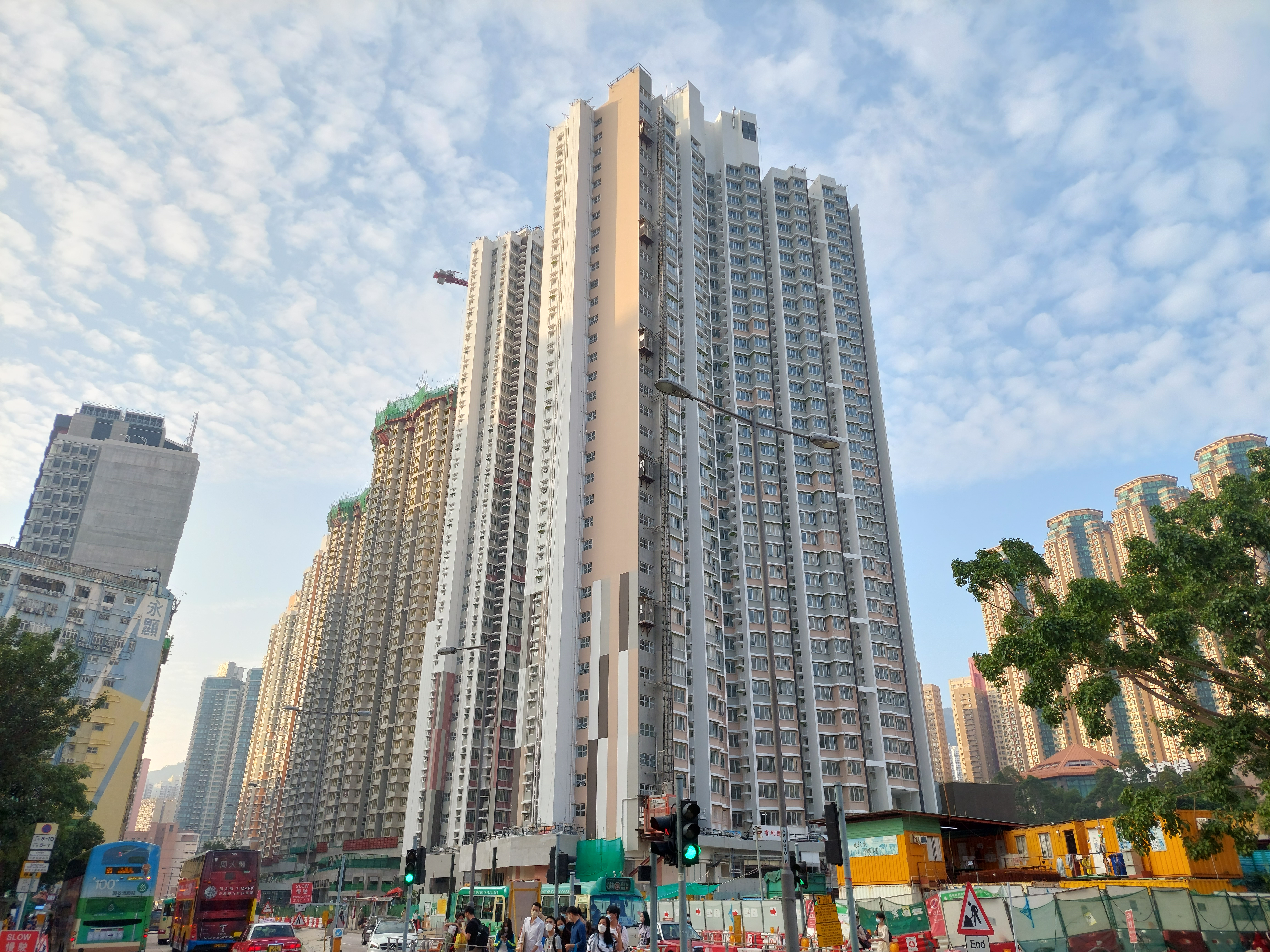
2022年11月

## 附近
- 啟鑽苑
- 新蒲崗商貿區
- 鑽石山站
- 荷里活廣場
- 星河明居
- 采頤花園
- 彩虹邨
- 悅庭軒
- 景泰苑
- 龍蟠苑
- 現崇山
- 鳳禮苑

## 外部連結
- 房委會物業位置及資料 啟翔苑 （页面存档备份，存于）